# Jezkazgan
Jezkazgan, Zhezkazgan o Jezqazğan (/ʒezqazʁan/ⓘ en kazajo: Жезқазған), también llamada Dzhezkazgan (Джезказга́н en ruso) de acuerdo con la toponimia rusa hasta 1992, es una localidad kazaja y capital de la nueva provincia de Ulytau situada en el afluente del río Kara-Kengir.
Según el censo de 2013 la población era de 86 227 habitantes. El área urbana abarca la localidad minera de Satpayev alcanzando un total de 148 700 habitantes.
El 55% de la ciudadanía es de origen kazajo, el 30% rusa y el resto se divide entre ucranianos, alemanes, chechenos y coreanos.

## Geografía y climatología
La ciudad está situada en el centro geográfico del país. El clima de la zona es continental semiárido con precipitaciones frecuentes, pero no abundantes (menos de 100 L/m²). La media de las temperaturas oscilan entre los 24 °C de julio y -16 °C de enero. Las temperaturas récord máximas y mínimas registradas datan de junio de 1988 con 43 °C y -42 °C en febrero de 1951.

## Historia
El asentamiento de Zhezkazgan fue establecido en 1938 para la explotación de las minas de cobre. En 1973 se construyó el mayor complejo minero y metalúrgico del sureste para trabajar el material hasta que pasaron a ser trasladadas a otra zona para su proceso. La zona es rica también en hierro y manganeso.
Durante la era soviética se construyó en los alrededores el Gulag de Kengir. Dicho campo de concentración es mencionado en la obra literaria de Aleksandr Solzhenitsyn: Archipiélago Gulag. Otro autor que detalló el campamento de Kengir fueron Alexander Dolgun con An American in the Gulag.

## Industria
Dentro del término se encuentra la sede central de Kazakhmys, compañía explotadora de cobre y principal fuente de ingresos para la ciudad. La organización tiene otras subsidiarias en China, Rusia y Reino Unido con acciones en la Bolsa de Londres.
La planta de energía tiene un generador con capacidad de 207 MW y una chimenea de 220 metros.

## Transporte
A pesar de su situación geográfica, las conexiones ferroviarias con otras regiones del país son limitadas salvo por una línea que enlaza con Karagandá. No obstante, existen accesos por carretera de clase B europea E018 hasta Karagandá y E123 hasta Kyzylorda y Arkalyk además de un aeropuerto.
El 22 de agosto de 2014, el presidente Nursultán Nazarbáyev inauguró la estación de Zheskazgan permitiendo el tren de largo recorrido entre China y Europa conocido como "la Nueva ruta de la seda" a su paso por Kazajistán.